# 霧島市立国分中学校
霧島市立国分中学校（きりしましりつ こくぶちゅうがっこう）は、鹿児島県霧島市国分清水一丁目にある市立中学校。通称「国分」、「国中」。

## 概要
市町村合併で霧島市が誕生する以前は国分市立国分中学校であった。生徒数の増加によって舞鶴中学校が分離新設されるまでは一時、鹿児島県内で最大の人数を誇る中学校であった。

## 沿革
- 1956年（昭和31年） - 国分市立国分中学校、国分市立清水中学校、国分市立東襲山中学校が合併し、国分市立国分中学校を設置。
- 2003年（平成15年） - 国分市立舞鶴中学校が新設されたのに伴い、校区の一部を舞鶴中学校に分割。
- 2005年（平成17年） - 国分市などが新設合併し霧島市となったのに伴い、霧島市立国分中学校に改称。

## 通学区域
- 国分北小学校の全域
- 青葉小学校の全域
- 向花小学校の一部

## 部活動
- 吹奏楽部は2005年度、2006年度の全日本吹奏楽コンクールで2年連続で金賞を受賞し、その名を全国に示している。

## 主な卒業生
- 前田美順 - 北京オリンピックバドミントン日本代表選手
- 二木康太 -  千葉ロッテマリーンズ投手